# Hraše (gmina Radovljica)
Hraše – wieś w Słowenii, w gminie Radovljica. W 2018 roku liczyła 240 mieszkańców.